# 潘民模
潘民模（1534年—？），字子傚，湖廣襄陽府襄陽縣人，軍籍，明朝政治人物。

## 生平
湖廣鄉試第三十五名舉人。嘉靖四十一年（1562年）中式壬戌科會試第一百三十一名，三甲第一百五十二名進士。授浙江秀水县知县，调宝坻县知县。隆慶二年（1568年）五月选授福建道监察御史，三年巡按陕西，万历初出为福建汀州府知府，三年（1575年）十一月升广东按察司副使。

## 家族
曾祖潘晟；祖父潘文學；父潘洪，教授。母許氏。具庆下。兄民極。弟民栋、民格、民桢。